# El triunfo del temple
El triunfo del temple es el séptimo episodio de la serie mexicana Gritos de muerte y libertad.

## Sinopsis
José María Morelos y Pavón se adentra en la ciudad de Cuautla con sus lugartenientes Hermenegildo Galeana y Mariano Matamoros. Las tropas españolas comandadas por Félix Maria Calleja sitiaron la ciudad. Los insurgentes resistieron 72 días sitiados, desde el 19 de febrero al 2 de mayo. Morelos logró romper el sitio impuesto por los realistas y así escapar al sur de Nueva España.

## Personajes
Personaje(s) clave:  José María Morelos y Pavón

Otros personajes: 

Félix María Calleja

Mariano Matamoros

Hermenegildo Galeana